# Sobieslaw Zasada
Sobiesław Jan Zasada (Dąbrowa Górnicza, Polònia; 27 de gener de 1930) és un pilot de ral·li polonès actualment retirat que va guanyar en tres ocasions el Campionat d'Europa de Ral·lis en els anys 1966, 1967 i 1971, de manera que conjuntament amb Luca Rossetti i Kajetan Kajetanowicz és el pilot amb major nombre de títols continentals. A més a més, fou subcampió a les edicions de 1968, 1969 i 1972.
Paral·lelament també va guanyar el Campionat de Polònia de Ral·lis els anys 1967, 1968 i 1973 i va disputar diversos ral·lis de les primeres edicions del Campionat Mundial de Ral·lis com el Ral·li Safari, el Ral·li dels Rideau Lakes i el Ral·li Press-on-Regardless.
L'any 2021, amb 91 anys, va pendre part al Ral·li Safari, esdevenint la persona de major edat de la història en pendre part d'un ral·li del Campionat Mundial. Zasada va participar amb un Ford Fiesta Rally3 del equip M-Sport, però malauradament va tenir que abandonar.